# おねだりマスカットSP!
『おねだりマスカットSP!』（おねだりマスカット スーパー）は、テレビ東京系列ほかで放送されていた深夜のバラエティ番組。略称は「おねマスSP」。テレビ東京では2011年10月5日から2013年3月30日まで放送。

## 概要
『おねがい!マスカット』『おねだり!!マスカット』『ちょいとマスカット!』『おねだりマスカットDX!』に続く「マスカット」シリーズの第5弾。恵比寿マスカッツ「7期生」「8期生」それぞれ3名「9期生」1名が本番組で新たに加入した。番組のコンセプトは「元気でキュートでちょっぴりセクシーな女の子を集めたパワーのあるアイドルバラエティ」。
番組配信・幹事局はテレビ東京であるが、シリーズを通して番組制作には関与していない。
2012年12月16日、恵比寿マスカッツがワンマンライブ内で来春に解散することを公式発表した。それに伴い、第一世代の「マスカット」シリーズは2013年3月30日放送分をもって終了した。
2015年10月8日から後身にあたる第二世代『恵比寿★マスカッツ』の『マスカットナイト』と題して放送された。

## 出演者

### MC
- 小木博明、矢作兼 （おぎやはぎ）

### アシスタントMC
- 大久保佳代子(オアシズ、第29回欠席）

### 恵比寿マスカッツ
番組外活動に関しては恵比寿マスカッツを参照。
解散時メンバー
- 蒼井そら、麻美ゆま、小川あさ美、佐山愛、西野翔、初音みのり、吉沢明歩、Rio、希崎ジェシカ、桜木凛、かすみ果穂、希志あいの、瑠川リナ、里美ゆりあ、押川唯香→推川ゆうり、結夜、安城アンナ、春菜はな、希島あいり、安藤あいか、川村りか、小倉遥、川村えな、永作あいり、山口愛実、児玉菜々子、山中絢子、栗山夢衣、坂本りおん、篠原冴美

中途降板者(降板順）
- 岡本唯、金城真央、北條まみ、朝川ことみ、大橋沙代子、福西菜月、水樹うるは

### ゲスト
- 松崎管理人(勝負顔選手権)、三又又三（麻美感謝のフェスティバル&ありがとう、そしてありがとう）、ゆうぞう(秋π先生）、寺門ジモン、肥後克広、上島竜兵(ダチョウ倶楽部・リアクション芸を学ぼう)、木村美穂、渡辺江里子（阿佐ヶ谷姉妹、やさしさＮＯ.1決定戦)、KABA.ちゃん（マスカッツに可愛さの全てを教える!）、桜金造(心霊話)、長久弦（ド根性キャバクラ）、大泉文彦(ポニーキャニオン・ド根性キャバクラ）、オークラ（ド根性キャバクラ）、坪倉由幸、杉山裕之、谷田部俊（我が家）、宮嵜守史(TBSディレクター、ド根性キャバクラ）、大井洋一（ド根性キャバクラ）、大地洋輔(ダイノジ、マスカッツ緊急記者会見）、堤下敦（インパルス）、土田晃之、鈴木拓(ドランクドラゴン）、品川祐、庄司智春（品川庄司）、日村勇紀(バナナマン)

### スカッとテレフォンゲスト
- 安西義裕(ガッツエンターテイメント副社長)

## コーナー
ホームルーム
オープニングコーナーとして全員参加で行われる。マスカッツの活動情報を紹介したり、小木がマスカッツの気になるブログの内容について注意、警告を与えたりする。
かわいい甲子園
マスカッツをチーム分けし、イニング毎のお題に沿ってかわいい表現を競う大会。可愛い＝HRで1点、可愛くない＝アウト。基本3回制で点数を多く取ったチームの勝ち。ジャッジは、毎度の事ながら小木審判の独断と偏見と贔屓で大いに左右され、レッドカードでマスカッツを強制退場させることもある。第34回では小木がメロメロになってしまったため矢作が審判役を務めた。第45回では千葉プロデューサーと二階堂アシスタントプロデューサーが特別参加した。なお吉沢はかわいい甲子園史上唯一の10割(すべてホームランを達成)を達成した。
アッキーがゆく
スタジオ前室で小林Pからの連絡事項を聞くマスカッツの元に、加藤茶を彷彿とさせるハゲヅラ・ステテコ姿で登場する吉沢。他のメンバーは、ただただ呆気に取られる。
小奥
暇を持て余す「小木の殿様」の出す無理難題に、女中（マスカッツ）達が応える。殿様を満足させれば褒美が出され（シュークリーム）、その逆の場合は恐ろしい罰（激辛ワサビ）が科される。毎回最初に蒼井が指名され、結果ワサビを食べさせられるのがお約束となっている。
マスカッツ素朴な疑問
新人にわからないことに対してメンバーはどう解決していくのかをアドバイスする。
ADゆりあさん
あまりに自由奔放なため、大喜利コーナーのADを担当することとなった里美。ここでも普段の態度と変わらず、勝手気ままな指示を出し演者を困惑させる。
おすすめDVD紹介
マスカッツシリーズのDVDをわかりやすく説明するコーナー。
教えて!ケンシロウ姐さん
番組の事をよく分からない新人(里美も含まれる）のために、新人教育係の永作、山口による厳しい指導が行われる。そんな中、ケンシロウ姐さん（安藤）が体を張って新人教育に奮闘する。
大久保婚前結婚披露宴
簡単に言えば結婚式の予行演習である。新郎正吉と新婦大久保との披露宴での中で、余興を交えながら時折新婦の父松崎氏の笑いを入れながらの心温まる挨拶も見ものであった。なお新婦の母親役は後のユニットマネージャーである山根愛美である。
麻美ゆま感謝のフェスティバルとカーニバル/ありがとう、そしてありがとう
麻美によるリサイタル。司会は小木と福西、希崎(第24回)。涙の歌姫による麻美の歌の他、白々しい寸劇が演じられ、観客（矢作、大久保、マスカッツ）を困惑させた。第9回でゴンザレス佐山が初登場した。 
マスカッツ冬の大運動会→マスカッツ真夏の大運動会
恵比寿マスカッツvsブラックマスカッツのチーム戦。勝ったチームには、来年新曲CD発売の権利が与えられるため、真剣勝負となった。その結果マスカッツチームがブラックマスカッツチームの得点を逆転し勝利した。最後は全員で「バナナ・マンゴー・ハイスクール」を踊って熱唱した。真夏の大運動会では観客を入れての真剣勝負、勝利チームの紅組は叙々苑商品券10万円分、負けた白組には館内清掃と、小林プロデューサーから100個のとてもいい話を聞くまで帰れない罰ゲームが待っている。
香港公演大反省会
香港公演大成功の陰で数々の反省点があった、その反省点をメンバーが真剣に考え今後に活かしていこうとするコーナ―。
マスカット紅白歌合戦
マスカットシリーズ通算4回目となるマスカッツ全員による歌合戦。矢作と吉沢による司会のもと、2週にわたって放送。優勝した白組(第1回）、紅組(第2回)にはトロフィーと金一封が贈られた。
- 第1回　赤：麻美、小倉、川村り、児玉、坂本、桜木、篠原、初音、山口、Rio　白：朝川、安藤、大橋、岡本、小川、押川、かすみ、川村え、希崎、希志、金城、栗山、里美、永作、西野、北條、山中、結夜、瑠川
- 第2回　赤：希志、篠原、推川、永作、瑠川、安藤、小倉、山口、佐山、初音、結夜、小川、坂本、Rio　白：蒼井、麻美、西野、希崎、川村え、児玉、山中、栗山、里美、川村り、安城、春菜、希島、かすみ

グレートティーチャーマスカッツ
篠原、里美、小川がマスカッツメンバーにことわざ、歴史、略語を教えるコーナー、担当は篠原で、里美や小川は助教の役割。
クイズ!スパイダーマン姐さんこれ何の踊りなの？！
スパイダー姐さんが何の曲で踊っているのかを当てるコーナー。音楽が聞こえるのは児玉(スパイダー姐さん)のみ。
マスカッツバカNo.1決定戦
「グレートティーチャーマスカッツ」にて爆笑したメンバーがいた一方、自分も分からず笑っていないメンバーがいたマスカッツ。そこでフジテレビ『めちゃ2イケてるッ!』 の企画「期末テスト」の要領で抜き打ちテストを実施。実施科目は、国語・算数・社会・英語・保健体育の5教科。蒼井・希崎とブラックマスカッツは欠席したが、後日再試験を受けたが最下位から3番目には入っていない。最下位になった篠原はバカのエプロンと禿げ頭の姿で収録に臨むことになった。
必殺勝負顔選手権
マスカッツの本業たるグラビアを知ってもらうコーナー。15点以下は顔面にパイを喰らわされる。
マスよん NEWS LOVE　
希崎・Rio・希志・永作がキャスターを務め、マスカッツの近況を伝えた。日テレNEWS24（CS）・日本テレビ系列『Oha!4 NEWS LIVE』のパロディ。

やさしさNo.1決定戦
いい話や映像を見て早く泣いた人が早抜け出来る。最も泣けなかった人は罰ゲームが待っている。
かわいい甲子園ドラフト会議
メンバーが大幅変わったためドラフト会議を開催、初音マグロ水産高校、Rioインターナショナルハイスクール、吉沢フラワー女学館、希志フリフリ商業に振り分けられる。
マスカッツ最強心霊スポット1泊2日の旅
マスカッツのメンバーが途中で4チーム対抗の競技(えびす頭文字リレー、富士急ハイランドグルメ5品を食べつくせ、かき氷パクパクリレー(※番組内では省略))を実行、メンバーのみ宿泊場所に置いてけぼりにさせ、心霊体験を聞く羽目になってしまった。
ダメまね王決定戦
マスカッツメンバーがモノマネをし、最も似ていないダメなモノマネをするメンバーをトーナメント方式で決めるコーナー。30点満点で採点し、似ていない程点数が高くなり、勝ち抜けとなる。
4校対抗バラエティーベタナンバー1決定戦
マスカッツのメンバーが4チームが3つの競技(イントロクイズ、叩いてかぶってジャンケンポン、三輪車リレー)で勝敗を競う。優勝賞金は5万円。しかし初音がもう一万欲しいと言ったので6万円を初音チームに手渡された。
クイズ小倉の育て方
目の前に出されたエサに対して、小倉がどれに食いつくのか？を当てるチーム対抗戦。
情報ライブヤハギ屋
永作、小川、篠原、里美が小木とともに時事問題について思うことをコメントするコーナー。
スカットテレフォン
マスカッツのメンバーが悩みを抱える相談者に代わり、今一番困っている相手や気になる人物に生電話するコーナー。
いい男見つけていい恋しよう!
マスカッツメンバーにアンケートを実施して、ダメな恋愛傾向を診断してみようというコーナー。
パイ寺成仏堂
マスカッツメンバーが、小木住職のもと、己の過ちをパイで成仏させようという企画。案内役に矢作小坊主、パイ役には大久保小坊主であった。
矢作兼41歳サプライズお誕生会
矢作のお誕生会で「おねマス」シリーズ通算4回目のドッキリ企画である。祝ってもらうのが嫌いな矢作は、今回も沢田研二の『ス・ト・リ・ッ・パ・ー』を何度も熱唱することとなった。
ここがヘンだよマスカッツ
マスカッツのメンバーの不満や疑問を解決していこうとするコーナ―。明らかに不満を言われた人が悪いと判断された場合は段ボールが積まれてある場所へ体ごと突っ込んでもらう。
ド根性キャバクラ
小木と大久保のチームが矢作がお連れするゲストのごほうびをめざして、ゲームを実施しゲストを納得させたチームが勝ち。
中野LIVEの感想をもう一度言わせてほしい
解散発表されたときの感想をメンバーに手紙にしたため、メンバーの目の前で発表するコーナー。
蒼井そらのダメ出しドキュメント
蒼井が収録中気になった言動・行動をとったマスカットメンバー(小倉、永作、春菜、安城、希島、吉沢）に、収録後ダメ出しをする姿の一部始終をドキュメンタリー風に演じていた。
美しき怪盗三姉妹CAT'S PIE
希志、希島、春菜が変装して警察に襲われないように様々な関門を乗り越えていくコーナーだが、春菜の体格が大きすぎるため着ている衣装が着られなかったのでコーナーの意味が台無しになった。

## CD

### シングル
- ハニーとラップ♪（2012年3月28日、ポニーキャニオン）
- 親不孝ベイベー（2012年6月27日、ポニーキャニオン）
- 逆走♡アイドル（2012年10月31日、ポニーキャニオン）
- ABAYO（2013年3月6日、ポニーキャニオン）

### アルバム
- 卒業アルバム（2013年4月3日、ポニーキャニオン）

### DVD
- おねマスDVD5年熟成マスカッツ最強幕の内弁当〜おいしいところ全部入り〜（2013年12月18日、ポニーキャニオン）
  - 伝説の名場面：OP歌/スカットテレホン/アッキーの夜の一言/馬の鹿が踊っている/NEWS RIO/ミュージカルフェスティバル/バナナマンゴーハイスクール/最恐肝試し/偽装記者会見1,2/かすみ果穂登場/麻美涙のリサイタル1,2/口喧嘩王決定戦/FM-J織井さん/ヘラクレス/西野のモンスターピアレンツ/ブラックマスカッツ登場＆桜木復活/ケンシロウ姐さん/AD里美ゆりあ/吉沢紅白名司会/バカナンバー1決定戦/キャラ戦争/初音ビンタ特集/3代目リーダー選挙/マス4/修学旅行/真夏の大運動会/小林Pのダイビング/蒼井、麻美のダメ出しドキュメント/最終回/エンドロール
  - 大奥：春夏秋冬の陣/奥の院/未公開映像
  - ㊙未公開集：ABAYO/かわいい甲子園/小木のパイ母ちゃん/NEWS Rio/必殺勝負顔選手権/ダメまね王座決定戦/かすみ果穂の迷い/アッキーの夜のお知らせ1、2/エアープロレス占い/ひょっとこ社長/山中宅への家庭訪問/初音みのりの独りぼっち応援団/キャッツパイ/ここがヘンだよマスカット/パイ寺成仏堂/肝試し/ド根性キャバクラ/やり残した事/最終回/ハニートラップ

→特典：総合演出と構成作家のすき焼き座談会

## パチンコ
- CRおねだり!マスカット（2012年8月6日、サンセイR&D）
- パチスロ恵比寿マスカッツ(2017年4月3日、ニューギン）

## スタッフ
- ナレーション：富沢美智恵
- 構成：鈴木工務店、佐藤俊明
- CAM：秋山勇人(アキヤマ)、池田孝宏
- VE：高木稔
- 音声：森田篤
- 照明：前田貢伺
- 美術：小林慎典
- スチール：三宅英文
- メイク：田中真維（MARVEE）
- スタイリスト：上野真穂
- 振り付け：R2 CREATIVE RYONRYON（図師みなみ）
- 音楽コーディネーター：大羽知道（MARS MUSIC ENTERTAINMENT）(45回-、44回まではスーパーバイザー)
- 編集：増田直人
- MA：坪井翔太
- 音効：石見知哉
- 協力：ニユーテレス、TRIBE、プログレッソ
- 衣装協力：ROEN、ツインズアコースティック、Womb
- 企画：鳥塚恵介
- AP：二階堂恵(リアル二階堂ごっこ、二階堂の助）
- ディレクター：村上隼人(村上スイカ）、白坂亮介(白坂サカス)
- ユニットマネージャー：山根愛美(45回-)
- プロデューサー：小林岳夫、蒲洋平、千葉国子
- 総合プロデューサー：澤崎隆一
- 制作協力：SHO-GUN
- 制作：ロード・トゥ・シャングリラ、テレビ東京（番組配信局）
- 総合演出：マッコイ斎藤

### 過去のスタッフ
- ナレーション：鈴木詔子(第10,11回)、川澄綾子(第33回、49回）
- 美術：黄美淵
- 編集：三上優貴
- MA：阿世知貴彦、中村国子
- 広報：稲葉幸寛
- コーディネーター：ストロベリー氏
- スーパーバイザー：、西ヨシオ、かわいしげる、仁同正明
- スペシャルサンクス：恩田宏紀（TVOサービス）、JAM＆RICE（音楽アドバイザー）、澤井伸之、谷真輝、川村健大（KTS)、黒岩祐治（NBS)、高橋宗元（ITV)、仁同正明（TVO）
- アーティストマネージャー：赤木亮、石田直英、大木野亜理、小野寺史人、川原卓、木ノ本直紀、向後かおり、小山要、坂元博文、新川和平、田頭徹史、立木望美、土屋雄大、外山太一、中江正樹、仲谷光紀、那須正也、比嘉晃次、福田智紀、福田龍、古松信彬、渡辺有希子
- 協力：ＳＡＬＭＩＸ、ザ・チューブ
- アシスタントディレクター：白岩大輔
- ディレクター：石岡孝利(石岡八幡宮)

## 放送局
| 放送地域     | 放送局             | 系列           | 放送日時 | 放送期間                       | 備考       |
| ------------ | ------------------ | -------------- | --- | ------------------------------ | ---------- |
| 関東広域圏   | テレビ東京         | テレビ東京系列 | 水曜 26:20 - 26:50 （2012年9月26日まで） 土曜 26:35 - 27:05 （2012年10月6日以降） 土曜 26:35 - 27:35 （最終回）            | 2011年10月5日 - 2013年3月30日  | 番組配信局 |
| 北海道       | テレビ北海道       | テレビ東京系列 | 火曜 25:30 - 26:00 （2012年9月25日まで） 火曜 25:35 - 26:05 （2012年10月2日以降） 火曜 25:05 - 26:05 （最終回）            | 2011年10月18日 - 2013年4月16日 | 17日遅れ   |
| 愛知県       | テレビ愛知         | テレビ東京系列 | 金曜 26:00 - 26:30 （2012年1月6日まで） 木曜 28:00 - 28:30 （2012年1月11日以降） 水曜 28:35 - 29:05 （打ち切り回）         | 2011年10月14日 - 2012年10月3日 | 15日遅れ   |
| 大阪府       | テレビ大阪         | テレビ東京系列 | 土曜 27:00 - 27:30 | 2011年10月12日 - 2013年4月6日  | 7日遅れ    |
| 岡山・香川県 | テレビせとうち     | テレビ東京系列 | 土曜 25:30 - 26:00 | 2011年11月12日 - 2013年5月24日 | 55日遅れ   |
| 福岡県       | TVQ九州放送        | テレビ東京系列 | 土曜 26:25 - 26:55 | 2012年2月4日 - 2013年8月10日   | 126日遅れ  |
| 岩手県       | 岩手めんこいテレビ | フジテレビ系列 | 日曜 26:00 - 26:30 | 2012年8月12日 - 2012年11月11日 | 18日遅れ   |
| 石川県       | 石川テレビ放送     | フジテレビ系列 | 金曜 26:35 - 27:05 | 2011年10月14日 - 2013年5月3日  | 34日遅れ   |
| 長野県       | 長野放送           | フジテレビ系列 | 金曜 25:35 - 26:05 | 2011年10月7日 - 2013年4月5日   | 6日遅れ    |
| 愛媛県       | テレビ愛媛         | フジテレビ系列 | 月曜 25:10 - 25:40 | 2011年11月7日 - 2013年6月3日   | 33日遅れ   |
| 熊本県       | テレビ熊本         | フジテレビ系列 | 火曜 26:00 - 26:30 | 2011年12月6日 - 2013年6月11日  | 76日遅れ   |
| 鹿児島県     | 鹿児島テレビ放送   | フジテレビ系列 | 土曜 25:05 - 25:35 | 2011年10月15日 - 2013年4月27日 | 10日遅れ   |
| 新潟県       | テレビ新潟放送網   | 日本テレビ系列 | 月曜 25:29 - 25:59 （2012年3月26日まで） 土曜 25:25 - 25:55 （2012年4月7日以降）                                           | 2011年11月21日 - 2013年3月30日 | 47日遅れ   |
| 静岡県       | 静岡第一テレビ     | 日本テレビ系列 | 土曜 25:25 - 25:55 | 2012年1月28日 - 2013年10月5日  | 122日遅れ  |
| 岐阜県       | 岐阜放送           | 独立局         | 水曜 25:15 - 25:45 （2012年9月12日まで） 水曜 26:00 - 26:30 （2012年10月3日以降） 水曜 25:55 - 26:55 （最終回）            | 2011年10月26日 - 2013年4月17日 | 21日遅れ   |
| 滋賀県       | びわ湖放送         | 独立局         | 木曜 25:20 - 25:50 （2012年3月22日まで） 木曜 26:00 - 26:30 （2012年9月27日まで） 木曜 25:30 - 26:00 （2012年10月4日以降） | 2011年11月3日 - 2013年5月2日   | 29日遅れ   |
| 奈良県       | 奈良テレビ放送     | 独立局         | 水曜 25:00 - 25:30 （2013年3月27日まで） 木曜 26:00 - 26:30 （2013年4月4日以降）                                           | 2011年10月12日 - 2013年4月18日 | 19日遅れ   |